# Gérard de Kort
Gérard Adrianus Pius (Gérard) de Kort (Leiden, 11 september 1963) is een Nederlandse zwemmer. Hij nam eenmaal deel aan de Olympische Spelen, maar won bij die gelegenheid geen medailles.
De Kort maakte zijn olympisch debuut op de Olympische Spelen van 1984 in Los Angeles. Hij kwam uit op de 100 m vlinderslag en de 200 m vlinderslag en behaalde hiermee een respectievelijk 25e en een 13e plaats.
In zijn actieve tijd was hij aangesloten bij HPC in Heemstede.

## Palmares

### zwemmen (100 m vlinderslag)
- 1984: 25e OS - 56,55 s

### zwemmen (200 m vlinderslag)
- 1984: 13e OS - 2.01,30